# Calliostoma brunneum
Calliostoma brunneum är en snäckart som först beskrevs av Dall 1881.  Calliostoma brunneum ingår i släktet Calliostoma och familjen Calliostomatidae. Inga underarter finns listade i Catalogue of Life.